# Черняк Андрій Миколайович
Андрій Миколайович Черняк (14 квітня 1980 с.Берестя, Дубровицький район,  Рівненська область) — український військовик та науковець, ректор Національної академії Служби безпеки України, полковник, доктор юридичних наук, професор.

## Біографія
Народився 14 квітня 1980 року в селі Берестя, Дубровицького району,  Рівненської області.
У 1997 році розпочав військову службу в підрозділах Служби безпеки України.
У 2002 році закінчив факультет підготовки слідчих для Служби безпеки України при Національній юридичній академії України імені Ярослава Мудрого за спеціальністю «Право».
Після здобуття вищої освіти, проходив військову службу на оперативних та керівних посадах в органах розвідки та захисту національної державності в регіональних підрозділах і Центральному управлінні Служби безпеки України.
Працював старшим викладачем, професором кафедри оперативно-розшукової діяльності Національної академії внутрішніх справ.
Працював у Головному управлінні розвідки Міністерства оборони України.
16 січня 2021 року Указом Президента України призначений Ректором Національної Академії Служби безпеки України.
Входить до складу Ради ректорів Київського вузівського центру.

## Наукові напрямки
Оперативно-розшукова діяльність (загальна та особлива частина).

### Редакційно-наукова діяльність
В 2016-2018 р.р. навчався в докторантурі КНУ імені Тараса Шевченка. 
В 2010 році захистив кандидатську дисертацію на тему «Оперативна профілактика на каналі міжнародного студентського обміну», в 2018 р. - докторську «Теоретичні , правові та праксеологічні засади протидії злочинності на каналі міжнародного студентського обміну». 
3 2002 року по 2021 рік працював на оперативних та керівних посадах в СЗР та СБ України. 
В 2021 році отримав вчене звання доцент. 
З січня 2021 року - ректор Національної академії СБ України. 
Автор понад 100 наукових праць з ОРД, КРД, інформаційної безпеки. Був та є членом ряду робочих груп ВРУ, МОН, РНБО України із реформування законодавства щодо освітньої діяльності, інформаційної безпеки, протидії злочинності тощо. Член редколегій 3 видань КНУ імені Тараса Шевченка та НА СБ України. Член експертної ради НА СБ України та НАВС. Понад 20 відомчих відзнак МОН, СЗР, ДПС, РНБО, УДО, ГУР МО, СБ України тощо .
Член редакційної колегії Науково-практичного журналу «Вісник кримінального судочинства» Київського національного університету.

## Політична діяльність
Був офіційним спостерігачем від Громадської організації «Стоп корупції» по Виборчому округу №-196 на парламентських виборах в Україні 2019 року.

## Нагороди
- Орден Архистратига Михаїла II ступеня (8 лютого 2022)[11]